# UB-55号潜艇
陛下之UB-55号艇是德意志帝国海军于第一次世界大战期间建造的其中一艘UB-III型近岸潜艇或称U艇。它由不来梅的威悉船厂承建，于1917年5月9日新船下水，至同年7月1日交付使用。其全长55.85米，水面及水下排水量分别为516吨和646吨，艇载武器则包括五具500毫米鱼雷发射管以及一门88毫米口径甲板炮。
UB-55号的整个服役生涯都是在驻泽布吕赫的佛兰德区舰队度过，并参与了大西洋潜艇战。在七次巡逻期间，该艇累计击沉了协约国或中立国的20艘商船和1艘辅助军舰，容积总吨为26598吨。1918年4月22日，UB-55号在穿越多佛尔屏障时触雷沉没，造成艇内30名官兵阵亡、仅6人幸存。

## 设计
UB-55号是不来梅威悉船厂承建的UB-III型首批次（UB-54至UB-59号）的二号艇，由德意志帝国海军潜艇监察局于1916年5月20日向订购，同年9月5日动工，至1917年5月9日下水。其全长55.85米，舷宽5.8米。艇体采用双壳体结构，水面及水下排水量分别为516吨和646吨，浮起时的吃水深度为3.72米。由于无需像UC-II型艇那样提供水雷布设装置，设计工程师对潜艇舷弧进行了优化，增大了司令塔体积，配备两具潜望镜，司令塔与控制室之间增加一道水密舱壁。这些改进显著提高了潜艇的水下机动性和生存力。为了达到更高的航速，UB-55号采用两台科尔庭六缸四冲程530匹公制馬力（390千瓦特）柴油机用于水面运行，以及两台394匹公制馬力（290千瓦特）的西门子-舒克特电动发电机用于水下航行；水面最高航速13.4節（24.8每小時），水下7.8節（14.4每小時）；能够在水面以6節（11每小時）航速续航9,020海里（16,710），或以4節（7.4每小時）连续在水下航行55海里（102）而无需充电。
UB-55号的主武器为五具500毫米艇艏鱼雷发射管，其中艇艏四具采用层叠式布局分居两侧、艇艉一具，并可搭载合共10枚G6型鱼雷。辅助武器则是一门88毫米30倍径速射炮。其标准船员编制为3名军官加31名水兵。

## 服役历史
1917年7月1日，UB-55号在曾先后担任UB-11、UB-17和UC-17号艇长、经验丰富的海军中尉拉尔夫·温宁格的指挥下正式入役，随即展开海试。完成海试后，该艇独力驶往比利时，于8月30日加入驻泽布吕赫的佛兰德区舰队。在不足八个月的短暂役期内，UB-55号曾参与大西洋潜艇战，并执行过七次巡逻，合共击沉了协约国或中立国的20艘商船和1艘辅助军舰，容积总吨为26598吨。1918年4月21日，UB-55号从布鲁日出发，前往英吉利海峡展开作战巡逻，从此再未归航。一天后，即4月22日，该艇在穿越多佛尔屏障时触雷，最终在51°01′N 01°20′E / 51.017°N 1.333°E处沉没，造成艇内30名官兵阵亡，仅6人幸存。

## 袭击历史摘要
| 日期           | 船名         | 船籍         | 吨位 | 结局 |
| -------------- | ------------ | ------------ | ---- | ---- |
| 1917年11月5日  | 卡明氏族号   | 英国         | 4808 | 击伤 |
| 1917年12月7日  | 普罗巴号     | 英国         | 105  | 击沉 |
| 1917年12月8日  | 科林图号     | 挪威         | 999  | 击沉 |
| 1917年12月11日 | 阿耳戈斯号   | 葡萄牙       | 100  | 击沉 |
| 1917年12月11日 | 利热罗号     | 葡萄牙       | 25   | 击沉 |
| 1917年12月11日 | 葡萄牙人号   | 葡萄牙       | 107  | 击沉 |
| 1917年12月11日 | 韦内拉号     | 葡萄牙       | 25   | 击沉 |
| 1917年12月16日 | 福伊尔莫尔号 | 英国         | 3831 | 击沉 |
| 1918年1月25日  | 东国号       | 英国         | 3113 | 击沉 |
| 1918年1月26日  | 曼哈顿号     | 英国         | 8001 | 击伤 |
| 1918年1月29日  | 旋角羚号     | 英国         | 40   | 击沉 |
| 1918年1月29日  | 莱曼将军号   | 英国         | 57   | 击沉 |
| 1918年1月29日  | 羱羊号       | 英国         | 42   | 击沉 |
| 1918年1月29日  | 佩里顿号     | 英国         | 90   | 击沉 |
| 1918年1月29日  | 坚毅号       | 英国         | 51   | 击沉 |
| 1918年1月30日  | 韦尔霍姆号   | 英國皇家海軍 | 113  | 击沉 |
| 1918年3月14日  | A·A·雷文号   | 美国         | 2459 | 击沉 |
| 1918年3月21日  | 秋海棠号     | 英国         | 3070 | 击沉 |
| 1918年3月23日  | 查特胡奇号   | 美国         | 8007 | 击沉 |
| 1918年3月23日  | 麦得斯夫人号 | 英国         | 1203 | 击沉 |
| 1918年3月23日  | 波罗的海号   | 西班牙       | 2023 | 击沉 |
| 1918年3月23日  | 芬博格号     | 挪威         | 1065 | 击沉 |
| 1918年3月24日  | 纺织者号     | 法國         | 73   | 击沉 |

## 脚注
1. ↑  Rössler，第65頁.
2. 1 2 3  Helgason, Guðmundur. . German and Austrian U-boats of World War I - Kaiserliche Marine - Uboat.net.   [2014-07-26].
3. 1 2 3 4  Gröner 1991，第25-30頁.
4. 1 2  Helgason, Guðmundur. . German and Austrian U-boats of World War I - Kaiserliche Marine - Uboat.net.   [2022-04-27].
5. ↑  陈进，第239頁.
6. 1 2  Helgason, Guðmundur. . German and Austrian U-boats of World War I - Kaiserliche Marine - Uboat.net.   [2014-12-05].
7. ↑  NARS，第95頁.